# پتاسیم ترت-بوتواکسید
پتاسیم ترت-بوتواکسید (به انگلیسی: Potassium tert-butoxide) با فرمول شیمیایی C4H9KO یک ترکیب شیمیایی با شناسه پاب‌کم 70077 است. که جرم مولی آن 112.21196 می‌باشد. شکل ظاهری این ترکیب، جامد است.